# Berlikum
Berlikum (westfriesisch Berltsum) ist ein Dorf in der niederländischen Provinz Friesland und Ortsteil der Gemeinde Waadhoeke (bis 2017 Menameradiel).

## Persönlichkeiten
- Peter van Doorn (* 1946), Radrennfahrer